# Forcipomyia christiansoni
Forcipomyia christiansoni är en tvåvingeart som beskrevs av Wirth och Hubert 1960. Forcipomyia christiansoni ingår i släktet Forcipomyia och familjen svidknott. Inga underarter finns listade i Catalogue of Life.